# John Washington Butler
John Washington Butler (1875 – 1952) foi um fazendeiro estadunidense e um membro da Câmara dos Representantes do Tennessee. Ficou conhecido por ter proposto a Lei Butler, que proibia o ensino da teoria da evolução em escolas públicas (o que acabou provocando o famoso Julgamento de Scopes ou o Julgamento do Macaco). Ele era um grande admirador de William Jennings Bryan.